# Саранский троллейбус
Сара́нский троллейбус — система троллейбусного транспорта города Саранска. Эксплуатация открыта 29 января 1966 года.

## История
1965 год
Заканчивается строительство и сдаётся в эксплуатацию троллейбусное депо на 50 машино-мест. Поступает первая партия новых троллейбусов типа ЗИУ-5 в количестве 10 штук. Сдаются в эксплуатацию тяговые подстанции № 1 и № 2, а также троллейбусная линия протяжённостью 16 км, соединяющая депо и центр города. В городе Горьком заканчивает учёбу группа квалифицированных кадров (водитель троллейбуса, слесарь по ремонту подвижного состава, электромонтёры контактно-кабельной сети и тяговых подстанций) в количестве 90 человек.
1966 год
В январе на маршрут № 1 «Депо — ул. Гагарина — ул. Васенко — ж.-д. Вокзал» и обратно выходят 4 троллейбуса. Открывается маршрут № 2 «Депо — ул. Гагарина — Коммунистическая ул. — Просп. Ленина — ж.-д. Вокзал» и обратно. Всего за год было перевезено 6 миллионов 700 тыс. человек.
1968 год
Сдаются в эксплуатацию троллейбусные маршруты № 3 и № 4, соединившие жилой район Северо-запада с центром города.
1969 год
16 августа открывается троллейбусная линия на резиновый комбинат; запускается маршрут № 5.
1971 год
8 октября открывается троллейбусная линия на завод «Центролит».
В середине 70-х гг. открывается депо № 2 на ул. Пушкина, 13.
1988 год
Сдаются в эксплуатацию депо № 2 на 100 машино-мест и общежитие для сотрудников на ул. Титова. Депо № 2 на ул. Пушкина реорганизовывается в контактно-кабельную службу троллейбусного управления.
1994 год
Открывается троллейбусная линия, соединяющая юго-западную часть города с посёлками Николаевка и Ялга; запускается маршрут №18 (в перспективе планировалось соединить города Саранск и Рузаевка троллейбусным сообщением).
2007 год
С целью повышения качества и объёма пассажирских перевозок, предприятием приобретается 20 новых троллейбусов. Все они приобретены на средства, которые Саранск выиграл на конкурсе «Самый благоустроенный город России», а также за деньги, выделенные из республиканского бюджета. Каждый троллейбус стоит около 2,5 млн. рублей и имеет необычную комплектацию. Все они имеют современный дизайн и были украшены рекламой, посвящённой юбилею города. Общий парк теперь насчитывает 102 троллейбуса.
2011 год
По инициативе руководства республики и Администрация городского округа Саранск, предприятие приобретает в лизинг 20 троллейбусов нового поколения Тролза-5275.07 «Оптима» (ТРСУ).
2017 год
В рамках подготовки транспортной инфраструктуры к проведению Чемпионата мира по футболу 2018, Саранск получает 30 новых троллейбусов типа ТролЗа-5275.03 «Оптима». Старые модели ЗиУ-682Г-016 и ЗиУ-682Г-012 [Г0А] отстраняются от эксплуатации.
2018 год
25 июля временно прекращается работа маршрута № 10, запущен маршрут № 12.
2019 год
В связи с жалобами пассажиров на нерегулярную работу, в январе отменяется маршрут № 12. В мае прекращает свою работу депо № 2. Подвижной состав, водители и ремонтный персонал переданы в депо № 1. Контактная сеть демонтирована. Никаких официальных комментариев по поводу закрытия депо власти города и компания-перевозчик не дали.
2020 год
8 мая восстановлено движение троллейбусного маршрута № 10.
2022 год
10 октября прекращена работа маршрута № 13 в рабочие дни из-за ремонтных работ на участке дороги между улицами Васенко и Лодыгина.
1 декабря маршрут № 5 был продлён до заводоуправления РТК.
2023 год
В сентябре прекращена работа маршрута № 2. В ноябре также приостановлена работа маршрута № 10. Маршруты заменены на автобусы №№ 27 и 23 соответственно. 28 декабря движение 10 маршрута было частично возобновлено (два троллейбуса только в часы пик).
2024 год
С 9 января троллейбусный маршрут № 13 возобновил свою работу с движением «по 8-й дороге». Выпуск на маршрут составляет 3 троллейбуса в часы пик. 
1 декабря запущена в работу троллейбусная линия от депо до посёлка Ялга, регулярного движения по которой не было более 20 лет. Перевозку осуществляет маршрут № 1. Выпуск составляет 3 троллейбуса.

## Организация-перевозчик
Эксплуатацию троллейбусной сети осуществляет МП «Горэлектротранс», созданное на базе обанкротившегося в начале 2000-х годов МУП «Саранскэлектротранс» и расположенное по адресу: 430034, г. Саранск, ул. ул. Осипенко, 95

## Маршруты

### Действующие
| Номер | Маршрут                            | Примечания                                                                                                 |
| ----- | ---------------------------------- | --- |
| 1     | АО «Орбита» — Центр                | До 30 ноября 2024 г. следовал по схеме Депо — Центр. Продлён до АО «Орбита» 1 декабря 2024 г.              |
| 2     | Депо № 1 — Центр                   | Временно приостановлен выпуск (сентябрь 2023)                                                              |
| 5     | Железнодорожный вокзал — ОАО «РТК» | |
| 6     | Северо-запад — Литейный завод      | С территории завода может следовать с табличкой 11 маршрута. Опционально на троллейбусе указан маршрут № 6 |
| 7     | Центр — Юго-запад                  | В выходные дни следует по ул. Полежаева вместо ул. Васенко                                                 |
| 8     | Центр — Юго-запад                  | |
| 10    | Светотехстрой — Химмаш             | Выпускается в часы пиковой нагрузки                                                                        |
| 11    | Магазин «Северный» — Элеватор      | |
| 13    | Магазин «Северный» — Юго-запад     | Следует в будние дни в часы пик «по 8-й дороге», в остальное время — по ул. Коваленко                      |
| 15    | Юго-запад — Химмаш                 | |

### Отменённые
| Номер | Маршрут                                                                     | Примечания |
| ----- | --------------------------------------------------------------------------- | --- |
| 3     | Северо-запад — Железнодорожный вокзал                                       | Следовал по Лямбирскому шоссе, далее полукольцом по центру как 7 троллейбус. В последние годы существования маршрут проходил как и весь транспорт по ул. Коваленко. Заменил 1 автобус |
| 4     | Северо-запад — Железнодорожный вокзал                                       | Следовал по Лямбирскому шоссе, далее полукольцом по центру как 8 троллейбус. В последние годы существования маршрут проходил как и весь транспорт по Коваленко. Заменил 1 автобус |
| 5a    | Железнодорожный вокзал — ОАО «Резинотехника»                                | Упразднён 1 декабря 2022 г. |
| 9     | Юго-запад — Элеватор (в последние годы: Юго-запад — Железнодорожный вокзал) | Заменён 28-м автобусом и 18-м маршрутным такси. Заезд на юго-запад после отмены маршрута делает троллейбус 15 |
| 12    | Магазин «Северный» — Главпочтамт                                            | Заменён 6-м автобусом. Восстановлен на время проведения Чемпионата мира 2018, затем — во время ремонта моста на Северо-Восточном шоссе. При закрытии Химмашевского моста вводится как временная замена автобусного 6-го маршрута, в то время как автобусы выходят на троллейбусный 5-й маршрут |
| 14    | Северо-запад — Железнодорожный вокзал                                       | Следовал от ж/д вокзала на Светотехстрой по «8-й дороге»(ул.Титова) в будние дни в часы пик. Заменён 13-м троллейбусом с указанием «по 8-й дороге» |
| 16    | Северо-запад — Телевизионный завод                                          | С территории завода следует как 11 маршрут. Опционально на троллейбусе указан маршрут № 16 |
| 18    | Юго-запад — АО «Орбита»                                                     | Отменён в связи с низким пассажиропотоком. Заменён автобусным маршрутом № 8, контактная сеть до 2012 года использовалась для учебной езды |
| 18а   | Железнодорожный вокзал — АО «Орбита»                                        | Вводился как временный маршрут в 2001 г. в связи с направлением автобусов с маршрута № 8 на замену троллейбусов маршрута № 5 |

Также в 2000-х годах непродолжительное время существовали маршруты № 6а, 10а, 11а.

## Подвижной состав

### Действующий
По состоянию на август 2025 года, в Саранске эксплуатируются троллейбусы:
- Тролза-5275.0* «Оптима»

### Специальный
Для учебных целей в обоих депо (до закрытия депо № 2) в инвентаре числились по одному специальному троллейбусу модели ЗиУ-682Г (с постоянными номерами №№ 1062(1068) и 2073). Эти троллейбусы помимо учебной работы использовались также для перевозки пассажиров. Троллейбус № 2073 долгое время оставался самым старым линейный троллейбусом в городе.

### Исторический
В 1960-х — 1970-х годах в городе эксплуатировались троллейбусы ЗиУ-5 и ЗиУ-5Д. Последние из них списаны в середине 1980-х годов.
В 1980-х — 1990-х годах по городу курсировал оборудованный столами троллейбус-столовая «Минутка», развозящий горячее питание водителям и кондукторам преимущественно на конечные остановочные пункты.
Два троллейбуса АКСМ-101А (№ 2002 и 2003) 1996—1997 годов выпуска эксплуатировались преимущественно на маршрутах 5 и 11. Были списаны в 2009 и 2011 годах соответственно.
Также в эксплуатации находились пять сочленённых троллейбусов ЗиУ-683В01 (№ 2005, 2047, 2051, 2095 и 2111) 1986 года постройки. Эксплуатировались на маршруте № 11, перед списанием — также на маршрутах № 3, 4, 10. Были списаны в 2003—2005 годах.
В 2003 году в качестве эксперимента был закуплен троллейбус ВЗТМ-5290, получивший бортовой № 1001, ранее принадлежавший списанному ЗиУ. При эксплуатации этого троллейбуса возникало множество неисправностей, и в мае 2010 года он был списан и утилизирован. Одна пара дверей от этого троллейбуса была переставлена на один из троллейбусов Trolza.
Также стоит отметить, что некоторое время (примерно с 1990-х по 2007) на троллейбусах использовалась система отметки на конечных при помощи штрих-кодов, расположенных на крыше над кабиной водителя.  Однако некоторые машины проходили с ними до 2011 года.

## Нумерация подвижного состава
Каждый троллейбус имеет свой бортовой номер, состоящий из четырёх цифр, первая из которых обозначала номер депо (1 или 2), три остальных — номер троллейбуса. Нумерация общая для обоих депо, то есть при наличии троллейбуса с номером, например, 1001, невозможно одновременно наличие троллейбуса с номером 2001.
Самый маленький номер — 1001, самый большой — 2215.

## Привязка маршрутов
- Депо № 1 обслуживает (обслуживало) маршруты: 1, 2, 7, 8, 9, 13, 15, 18. С мая 2019 года обслуживает дополнительно 5, 10, 11.
- Депо № 2 обслуживало маршруты: 3, 4, 5, 5а, 6, 6а, 10, 10а, 11, 11а, 12, 14, 16, 18а.

## Оплата проезда
Стоимость разового проезда в троллейбусе по состоянию на 1 июля 2024 года составляет 31 рубль при наличной оплате и 30 рублей при оплате банковской картой. Проезд оплачивается кондуктору. Для проезда действительны также проездные билеты длительного пользования различных видов.

## Временная замена отдельных маршрутов автобусами

### Маршрут 5
Время от времени по разным причинам происходит замена троллейбусов маршрута № 5 автобусами:
- Летом 1999 года троллейбусы этого маршрута были заменены автобусами № 34 в связи с ремонтом дорожного покрытия на ул. Волгоградской. Это был единственный известный случай, когда назначенный номер маршрута автобуса отличался от номера заменяемого троллейбусного маршрута.
- Летом 2001 года замена троллейбусов автобусами № 5 произошла в связи с ремонтом дорожного покрытия на участке ул. Косарева до примыкания к Волгоградской ул.
- Также в 2000-х годах несколько раз троллейбусы № 5 заменялись автобусами по причине аварий на электроподстанции, питающей троллейбусную контактную сеть.
- В связи с расширением Коммунистической ул. на участке от Химмашевского моста до проспекта Ленина также производилась замена троллейбусов № 5 автобусами.
- В 2010—2011 годах происходила замена троллейбусов № 5 автобусами в связи с капитальным ремонтом Химмашевского моста (замена длилась чуть более года).
- В 2013 году замена происходила в связи с обнаружившимися дефектами ремонта Химмашевского моста.
- В 2018 году в связи с проведением тестовых матчей в рамках подготовки к чемпионату мира по футболу и в дни проведения матчей чемпионата троллейбус заменялся автобусами по причине прекращения движения транспорта на части городских улиц. Данная практика временной замены троллейбуса на автобус на день матча продолжается и в 2019 году при организации международных матчей либо матчей с проведением массовых мероприятий - например, 27.07.2019 матч с участием команды "Спартак" (Москва) и организованным шествием болельщиков.

В одних случаях автобус следует в точном соответствии с троллейбусным маршрутом, в других — нет. Автобусы, заменяющие троллейбусы № 5 в разные годы можно было видеть на просп. 70 лет Октября, ул. Короленко, Рабочей ул., ул. Богдана Хмельницкого, Ботевградской ул., ул. Ал. Невского, Севастопольской ул. и даже на Советской пл.
Почти во всех случаях автобусы на замену направляются с маршрута № 6. Вместо них троллейбусами с 5-го маршрута усиливается маршрут № 12 (М-н «Северный» — Просп. Ленина). Минимум в одном случае (в 2001 г.) на маршрут № 5 были направлены автобусы с маршрута № 8. Автобусный маршрут № 8 в этом случае был заменён троллейбусным маршрутом 18а (Ж.-д. вокзал — АО «Орбита»).

### Другие
Троллейбус № 13, следующий «по 8-й дороге», зимой 2017 года временно заменялся на автобус с таким же номером в связи с ремонтом моста по улице Титова (в районе Депо № 2).
Троллейбус № 13, следующий «по 8-й дороге», осенью 2022 года временно заменяется на автобус с номером "13т" в связи с ремонтом путепровода по улице Титова (в районе ЖБК-1).
Троллейбус № 12 (отменённый ранее в 2017 году) был восстановлен 25 июля 2018 года в связи с ремонтом моста на Северо-Восточном шоссе, куда были направлены автобусы с маршрута 6. В конце января 2019 вновь отменен как регулярный, однако может выходить на линию по особому указанию вместо автобуса 6 маршрута. 
На маршрут № 10 с 25 июля 2018 г. вместо троллейбусов выпущены автобусы по причине ремонта путепровода на Северо-Восточном шоссе. Автобусы следуют с Химмаша на Светотехстрой через северный обход Саранска и Александровское шоссе. 
С 9 по 12 июня 2019 года были временно заменены на автобусы маршруты троллейбуса 1, 2, 7, 8 и 13 по причине коммунальной аварии на улице Гагарина. Автобусы следовали в объезд по Ботевградской улице. Все эти дни освободившиеся троллейбусы работали на маршруте 15, создав на нем небывало высокий выпуск.
С 4 по 6 мая 2021 года троллейбус № 15 был заменён на автобус № 20 в связи с прокладкой нового трубопровода в районе парка им. А.С. Пушкина.